# 克兰彭堡

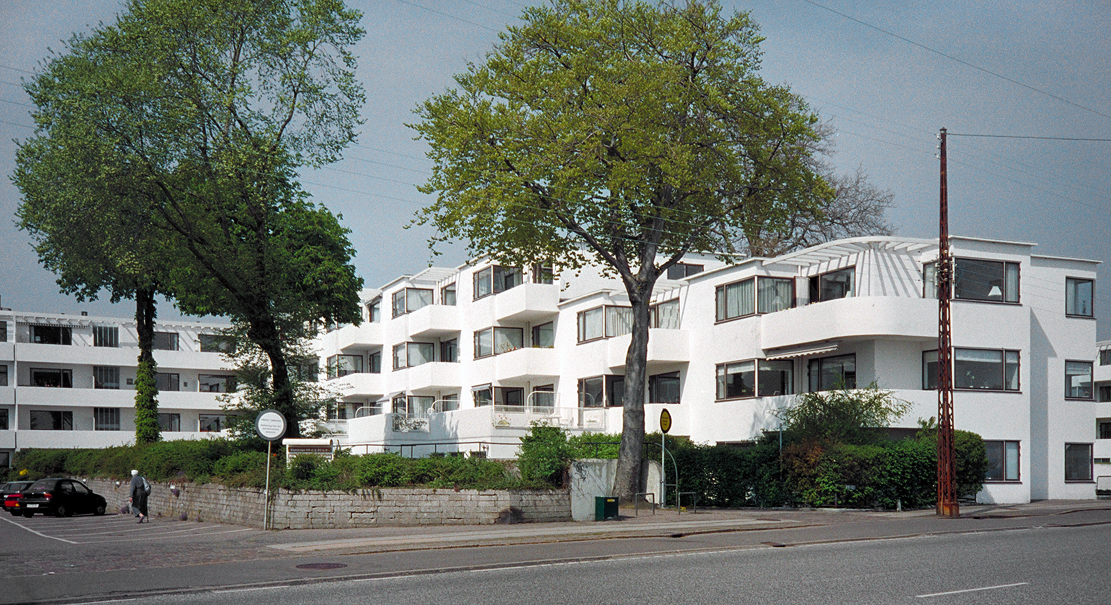
克兰彭堡的Bellavista

克兰彭堡（丹麥語：Klampenborg）是丹麦首都哥本哈根北部的一个郊区，位于根措夫特市鎮，人口75,033（2024年）。与厄勒海峡沿岸的其他街区一样，克兰彭堡是一个富裕的地区。